# Turn-Weltmeisterschaften 2001
Die 35. Weltmeisterschaften im Gerätturnen fanden vom 24. Oktober bis zum 4. November 2001 in der Topsporthal Vlaanderen im belgischen Gent statt.

## Teilnehmer
| - Ägypten - Algerien - Argentinien - Armenien - Australien - Barbados - Belgien - Bolivien - Brasilien - Bulgarien - Volksrepublik China - Dänemark - Deutschland - Finnland - Frankreich - Georgien - Griechenland - Indien - Island - Israel | - Italien - Kanada - Kasachstan - Kolumbien - Kroatien - Kuba - Kuwait - Lettland - Litauen - Luxemburg - Malaysia - Mexiko - Niederlande - Norwegen - Österreich - Polen - Portugal - Rumänien - Russland - Saudi-Arabien | - Schweden - Schweiz - Slowakei - Slowenien - Spanien - Sri Lanka - Südafrika - Südkorea - Chinesisch Taipeh - Tschechien - Tunesien - Türkei - Ukraine - Ungarn - Usbekistan - Venezuela - Vereinigte Staaten - Vereinigtes Königreich - Belarus - Zypern |

## Ergebnisse

### Männer

#### Einzel-Mehrkampf
| Rang | Athlet            | Punkte |
| ---- | ----------------- | ------ |
| 1.   | Jing Feng         | 56.211 |
| 2.   | Iwan Iwankou      | 56.142 |
| 3.   | Jordan Jowtschew  | 56.085 |
| 4.   | Dan Potra         | 55.899 |
| 5.   | Eric López Ríos   | 55.722 |
| 6.   | Jernar Jerimbetow | 55.586 |
| 7.   | Paul Hamm         | 55.335 |
| 8.   | Sean Townsend     | 55.273 |
| ...  |                   |        |
| 16.  | Stephan Zapf      | 53.786 |
| 19.  | Sven Kwiatkowski  | 53.161 |
| 20.  | Dominik Däppen    | 53.136 |
| 26.  | Roman Schweizer   | 52.574 |
| 31.  | Christoph Schärer | 51.787 |

#### Mannschaft
| Platz | Land                | Punkte   |
| ----- | ------------------- | -------- |
| 1.    | Belarus             | 169.622  |
| 2.    | Vereinigte Staaten  | 166.845  |
| 3.    | Ukraine             | 165.483  |
| 4.    | Frankreich          | 165.283  |
| 5.    | Volksrepublik China | 165.260  |
| 6.    | Rumänien            | 162.920  |
| 7.    | Russland            | 160.921  |
| 8.    | Südkorea            | 153.922  |
| ...   |                     |          |
| 11.   | Schweiz             | 213.982* |
| 13.   | Deutschland         | 211.269* |
| 32.   | Österreich          | 195.361* |

(* Ergebnis der Qualifikation)

#### Boden
| Rang | Athlet               | Punkte |
| ---- | -------------------- | ------ |
| 1.   | Jordan Jowtschew     | 9.550  |
| 1.   | Marian Drăgulescu    | 9.550  |
| 3.   | Igors Vihrovs        | 9.425  |
| 4.   | Stephen McCain       | 9.312  |
| 5.   | Jevgēņijs Saproņenko | 8.962  |
| 6.   | Alexei Bondarenko    | 8.937  |
| 7.   | Jernar Jerimbetow    | 8.712  |
| 8.   | Oleksandr Beresch    | 7.862  |

#### Reck
| Rang | Athlet            | Punkte |
| ---- | ----------------- | ------ |
| 1.   | Vlasis Maras      | 9.737  |
| 2.   | Philippe Rizzo    | 9.725  |
| 2.   | Oleksandr Beresch | 9.725  |
| 4.   | Igor Cassina      | 9.550  |
| 5.   | Andrej Lipski     | 9.525  |
| 6.   | Christoph Schärer | 8.812  |
| 7.   | Jari Monkkonen    | 8.737  |
| 8.   | Iwan Iwankou      | 7.300  |

#### Barren
| Rang | Athlet               | Punkte |
| ---- | -------------------- | ------ |
| 1.   | Sean Townsend        | 9.700  |
| 2.   | Eric López Ríos      | 9.675  |
| 3.   | Iwan Iwankou         | 9.637  |
| 4.   | Jing Feng            | 9.537  |
| 5.   | Aljaksej Sinkewitsch | 9.525  |
| 6.   | Shangwu Zhang        | 9.512  |
| 7.   | Vasileios Tsolakidis | 9.500  |
| 8.   | Marius Urzică        | 9.375  |

#### Pauschenpferd
| Rang | Athlet            | Punkte |
| ---- | ----------------- | ------ |
| 1.   | Marius Urzică     | 9.800  |
| 2.   | Qin Xiao          | 9.775  |
| 3.   | Oleksandr Beresch | 9.662  |
| 4.   | Nikolai Krjukow   | 9.650  |
| 5.   | Alberto Busnari   | 9.562  |
| 6.   | François Ruffier  | 8.987  |
| 7.   | Jing Feng         | 8.837  |
| 8.   | Ioan Silviu Suciu | 8.775  |

#### Ringe
| Rang | Athlet               | Punkte |
| ---- | -------------------- | ------ |
| 1.   | Jordan Jowtschew     | 9.775  |
| 2.   | Szilveszter Csollány | 9.712  |
| 3.   | Andrea Coppolino     | 9.650  |
| 4.   | Dimosthenis Tampakos | 9.600  |
| 5.   | Iwan Iwankou         | 9.575  |
| 6.   | Walid Said Eldariny  | 9.562  |
| 7.   | Won-Kil You          | 9.500  |
| 8.   | Irodotos Georgallas  | 9.100  |

#### Sprung
| Rang | Athlet               | Punkte |
| ---- | -------------------- | ------ |
| 1.   | Marian Drăgulescu    | 9.668  |
| 2.   | Jevgēņijs Saproņenko | 9.643  |
| 3.   | Charles Leon Tamayo  | 9.624  |
| 4.   | Alexei Bondarenko    | 9.456  |
| 5.   | Jernar Jerimbetow    | 9.450  |
| 6.   | Leszek Blanik        | 9.212  |
| 7.   | Tue Lodahl           | 9.156  |
| 8.   | Igors Vihrovs        | 9.075  |

### Frauen

#### Einzel-Mehrkampf
| Rang | Athletin            | Punkte |
| ---- | ------------------- | ------ |
| 1.   | Swetlana Chorkina   | 37.617 |
| 2.   | Natalja Siganschina | 37.305 |
| 3.   | Andreea Răducan     | 36.949 |
| 4.   | Daniele Hypólito    | 36.905 |
| 5.   | Tasha Schwikert     | 36.881 |
| 6.   | Sabina Cojocar      | 36.780 |
| 7.   | Tabitha Yim         | 36.680 |
| 8.   | Sara Moro           | 36.662 |
| ...  |                     |        |
| 27.  | Birgit Schweigert   | 34.635 |

#### Mannschaft
| Platz | Land | Punkte   |
| ----- | --- | -------- |
| 1.    | Rumänien Andreea Răducan, Loredana Boboc, Andreea Ulmeanu Silvia Stroescu, Sabina Cojocar, Carmen Ionescu       | 110.209  |
| 2.    | Russland Swetlana Chorkina, Ljudmila Jeschowa, Jelena Samolodtschikowa Marija Sassypkina, Natalja Siganschina   | 109.023  |
| 3.    | Vereinigte Staaten Mohini Bhardwaj, Rachel Tidd, Tasha Schwikert Ashley Miles, Tabitha Yim, Katie Heenan        | 108.514  |
| 4.    | Spanien Marta Cusido, Sara Moro, Alba Planas Esther Moya, Ana Parera, Elena Gomez                               | 106.578  |
| 5.    | Niederlande Renske Endel, Monique Nuijten, Kimberly Viola Rikst Valentijn, Gabrielle Wammes, Verona van de Leur | 106.495  |
| 6.    | Ukraine Olha Rosschtschupkina, Tatiana Yarosh, Alena Kvasha Irina Yarodskaya, Natalia Sirobaba                  | 104.316  |
| 7.    | Australien Jacqui Dunn, Allana Slater, Alexandra Croak Jessica Zarnay, Kylie Tanner, Allison Johnston           | 102.877  |
| 8.    | Deutschland Katja Abel, Gritt Hofmann, Lisa Brüggemann Birgit Schweigert, Gabi Weller, Conny Schütz             | 102.848  |
| ...   | |          |
| 25.   | Österreich | 120.195* |

(* Ergebnis der Qualifikation)

#### Balken
| Rang | Athletin          | Punkte |
| ---- | ----------------- | ------ |
| 1.   | Andreea Răducan   | 9.662  |
| 2.   | Ljudmila Jeschowa | 9.650  |
| 3.   | Xiao-Jiao Sun     | 9.575  |
| 4.   | Sabina Cojocar    | 9.475  |
| 5.   | Tasha Schwikert   | 9.350  |
| 6.   | Elena Gómez       | 9.025  |
| 7.   | Esther Moya       | 8.975  |
| 8.   | Rachel Tidd       | 8.375  |

#### Boden
| Rang | Athletin          | Punkte |
| ---- | ----------------- | ------ |
| 1.   | Andreea Răducan   | 9.550  |
| 2.   | Daniele Hypólito  | 9.487  |
| 3.   | Swetlana Chorkina | 9.375  |
| 4.   | Allana Slater     | 9.337  |
| 5.   | Daiane dos Santos | 9.325  |
| 6.   | Tabitha Yim       | 9.187  |
| 7.   | Silvia Stroescu   | 9.012  |
| 8.   | Tasha Schwikert   | 8.900  |

#### Stufenbarren
| Rang | Athletin            | Punkte |
| ---- | ------------------- | ------ |
| 1.   | Swetlana Chorkina   | 9.437  |
| 2.   | Renske Endel        | 9.425  |
| 3.   | Katie Heenan        | 9.212  |
| 4.   | Sara Moro           | 8.850  |
| 5.   | Tatjana Scharganowa | 8.825  |
| 6.   | Ljudmila Jeschowa   | 8.625  |
| 6.   | Jacqueline Dunn     | 8.625  |
| 8.   | Verona van de Leur  | 8.412  |

#### Sprung
| Rang | Athletin           | Punkte |
| ---- | ------------------ | ------ |
| 1.   | Swetlana Chorkina  | 9.412  |
| 2.   | Oksana Chusovitina | 9.349  |
| 3.   | Andreea Răducan    | 9.243  |
| 4.   | Jana Komrsková     | 9.206  |
| 5.   | Andreea Ulmeanu    | 9.118  |
| 6.   | Verona van de Leur | 9.112  |
| 7.   | Mohini Bhardwaj    | 9.037  |
| 8.   | Ashley Miles       | 8.768  |

## Medaillenspiegel
| Rang | Land                |   |   |   | total |
| ---- | ------------------- | - | - | - | ----- |
| 1    | Rumänien            | 6 | - | 2 | 8     |
| 2    | Russland            | 3 | 3 | 1 | 7     |
| 3    | Bulgarien           | 2 | - | 1 | 3     |
| 4    | Vereinigte Staaten  | 1 | 1 | 2 | 4     |
| 5    | Volksrepublik China | 1 | 1 | 1 | 3     |
| 5    | Belarus             | 1 | 1 | 1 | 3     |
| 7    | Griechenland        | 1 | - | - | 1     |
| 8    | Ukraine             | - | 1 | 2 | 3     |
| 9    | Lettland            | - | 1 | 1 | 2     |
| 9    | Kuba                | - | 1 | 1 | 2     |
| 11   | Australien          | - | 1 | - | 1     |
| 11   | Brasilien           | - | 1 | - | 1     |
| 11   | Niederlande         | - | 1 | - | 1     |
| 11   | Ungarn              | - | 1 | - | 1     |
| 11   | Usbekistan          | - | 1 | - | 1     |
| 16   | Italien             | - | - | 1 | 1     |